# 射水市立小杉南中学校
射水市立小杉南中学校（いみずしりつ こすぎみなみちゅうがっこう）は、富山県射水市にある公立中学校。

## 概要
1984年に設置された。射水市内の中学校では最南部に位置する。校区は11000人以上が住む住宅地域である太閤山地区（すべてが校区ではなく、中太閤山地区・南太閤山地区が校区である）と、射水市南東部に位置する黒河・池多・金山の農山村地域。1学年3 - 4クラス編成となっている。ピーク時の生徒数は900人を超えており、1学年7クラスの時期もあったが、少子高齢化により年々減少している。
なお、校名は当初「太閤山中学校」になる予定だったが、太閤山地区以外からも進学する生徒がいることで、「小杉南中学校」となった。

## 沿革

### 経緯
高度経済成長下での周辺地域の人口増加に伴い、旧小杉町南部に計画されたのが太閤山ニュータウンである。このニュータウンの建設計画の理想の1つが「住区を3つに分け、幼稚園・保育園・小学校・中学校を計画的に建設する」であった。そして1967年から住宅地の分譲が始まり、1965年には16000人程度であった旧小杉町の人口が、10年後の1975年には23000人と急増している。人口の急増に伴い、1965年頃から900人程度で安定していた小杉中学校の生徒数が1978年頃から急激に増加したため、旧小杉町は太閤山地区に中学校の建設を計画し、1982年9月4日に建設を開始した。そして、1984年4月10日に小杉町立小杉南中学校として竣工した。

### 歴史
- 1982年9月4日 - 小杉町立小杉南中学校のI期工事着工
- 1984年
  - 3月10日 - 校舎完成
  - 4月4日 - 小杉町立小杉南中学校　校旗樹立式挙行
  - 4月10日 - 小杉町立小杉南中学校　竣工式の挙行
  - 5月12日 - グラウンド完成
  - 5月30日 - LL教室、視聴覚室完成
  - 7月27日 - プール完成竣工式の挙行
  - 9月28日 - 運動部部室完成
- 1985年
  - 4月1日 - 学校環境衛生研究推進校に指定
  - 12月10日 - 武道館竣工式の挙行
- 1987年
  - 3月25日 - 小杉町立小杉南中学校II期工事完成（校舎増築、改修完成）
  - 4月1日 - 62・63年度中学校生徒指導総合推進校指定（文部省指定）
- 1990年
  - 2月6日 - パソコン教室完成　　
  - 7月28日 - 県中学校体育連盟　スポーツ準優秀校
- 1991年4月1日 - 平成3・4・5年度武道指導推進校指定（文部省指定）
- 1997年4月1日 - 平成9・10年度文部省スクールカウンセラー活用調査研究委託
- 1999年3月9日 - スクールカウンセラー活用調査研究発表（文部省）
- 2004年11月29日 - 環境美化教育優良校受賞
- 2005年11月1日 - 市町村合併により、射水市立小杉南中学校に改名
- 2006年1月24日 - 富山県をよくする会より生徒会受賞

## 目標
- 学校教育目標 - 「創造と自律に富んだ実践力ある生徒を育成する」（創造・自律）
- 目指す生徒像 - かしこく生きる生徒・やさしく生きる生徒・たくましく生きる生徒

## 行事
- 4月 - 退任式・新任式・始業式・入学式・交通安全教室
- 5月 - 1学年宿泊学習・2学年14歳の挑戦・3学年修学旅行・CM作戦（Clean・Minami　清掃活動）
- 6月 - 避難訓練・教育講演会
- 7月 - 資源回収・終業式
- 9月 - 始業式・運動会・公開授業・後期生徒会役員投票選挙
- 10月 - 写生大会・文化活動発表会
- 11月 - 3学年高校説明会・3学年租税教室・合唱コンクール・公開授業
- 12月 - 終業式
- 1月 - 始業式・書写大会・寒稽古・武道大会・校内年賀状交換会・1学年就職支援講座・2学年私の主張大会
- 2月 - 入学説明会
- 3月 - 卒業式・修了式

## 生徒会活動
毎年スローガンを掲げており、2009年度は「SHINE!かがやけ南中LIFE～限られた時間を有効に～」としている。主な活動に、あいさつ運動・貸し出し傘（下校時雨が降っている日に傘を持ってこなかった生徒に傘を貸し出すもの）・CM作戦（5月に行われる学校周辺道路の除草を主とする清掃活動）・校内年賀状交換会（校内で生徒・教師間で年賀状の交換を行う物。くじも存在する）がある。2006年1月24日には富山県をよくする会より生徒会が表彰されている。

## 部活動
- 野球部
- バレーボール部(男･女)
- バスケットボール部女子
- ソフトテニス部(男･女)
- サッカー部
- 卓球部(男･女)
- 柔道部
- 剣道部
- 科学部
- 美術部
- 吹奏楽部

## 通学区域
青井谷、宿屋、野手、浄土寺、上野、平野、黒河一区～黒河五区、新星町、東太閤山一丁目～東太閤山四丁目、土代、椎士、山本新、小杉北野、太閤山東、中太閤山一丁目～中太閤山十八丁目、南太閤山一丁目～南太閤山十五丁目

## 交通アクセス
- 射水市コミュニティバス　小杉駅・金山線　「小杉南中学校前」バス停

## 主な卒業生
- 廣川充志 - 柔道家
- 玉本奈々 - 現代美術作家・著者